# Фенрір (супутник)
Фенрір, також Сатурн XLI (лат. Fenrir, давньоскан. Fenrisúlfur) — п'ятдесят восьмий за віддаленістю від планети супутник Сатурна. Відкритий 13 грудня 2004 року Скоттом Шеппардом, Девідом Джевіттом і Дженом Кліна в обсерваторії Мауна-Кеа. Інші назви: Сатурн XLI, S/2004 S 16.
Діаметр супутника 4 кілометри, відстань від планети — 22,611 млн. кілометрів. Період обертання 1269,362 днів, нахил орбіти 163 градуси до екліптики, ексцентриситет орбіти 0,131.
Названий на честь скандинавського бога Фенрісульфра, батька Хаті й Сколя, сина Локі.

## Корисні посилання
- Супутники Сатурна. Дані Інституту астрономії(англ.)
- Д. Джевітт. Нові супутники Сатурна.(англ.)
- Циркуляр МАС №8523: Нові супутники Сатурна[недоступне посилання з жовтня 2019] (оголошення про відкриття) (англ.)
- Циркуляр МАС №8826: Назви нових супутників Сатурна і Юпітера [Архівовано 10 січня 2020 у Wayback Machine.](англ.)
- Електронний циркуляр ЦМП №2006-M45: 12 нових супутників Сатурна(англ.)